# بيشال شاريثا
بيشال شاريثا (بالنيبالية: विशाल श्रेष्ठ)‏ هو لاعب كرة قدم نيبالي، ولد في 12 أغسطس 1992 في Tauthali ‏ في نيبال.

## وصلات خارجية
- بيشال شاريثا على موقع قاعدة بيانات كرة القدم.إي يو (الإنجليزية)
- بيشال شاريثا على موقع Soccerbase.com (لاعب) (الإنجليزية)
- بيشال شاريثا على موقع Soccerway.com (الإنجليزية)
- بيشال شاريثا على موقع عالم كرة القدم.نت (الإنجليزية)